# Ієгошуа Яхот
Овший Овшиєвич Яхот (англ. Yehoshua Yakhot, Jehoshua Yakhot, Ovshy Yakhot — Ієгошуа Яхот; 2 березня 1919, Яришів, нині Вінницька область — 21 грудня 2003, Тель-Авів, Ізраїль) — радянський та ізраїльський філософ, фахівець в області загальнотеоретичних питань філософії, філософських проблем соціальної статистики та історії філософії в СРСР.

## Біографія
У 1943 році закінчив філософський факультет МДУ; у 1947 році — аспірантуру при МДПІ.
Доктор філософських наук (з 1965), професор (з 1966).
Викладав у Московському фінансовому інституті з 1947 року.
У 1975 році репатріював до Ізраїлю.

## Основні праці
- Закони природи і суспільства. / О. О. Яхот. — М.: Московкий робочий, 1960. — 68 с.
- Що таке істина / О. О. Яхот. — 2-е доп. вид. — М.: Госполитиздат, 1960. — 78 с.
- Матерія і свідомість. М., 1961;
- Заперечення і наступність в історичному розвитку. — «Питання філософії» 1961. №З;
- Популярні бесіди з діалектичного матеріалізму. / О. О. Яхот. — М.: Соцэкгиз, 1962. — 263 с.
- Доцільність, всемогутній бог і закони природи./ О. О. Яхот. — М.: Госполитиздат, 1962. — 79 с.
- А. Кетле і деякі питання детермінізму. — Уч. зап. ло статистике. 1964. Т. 8;
- Закон великих чисел і соціальна статистика // «Питання філософії» 1965. № 12;
- Ovshy Yakhot. Philosophy of the new world. — Novosti Press Agency Publishing House: Moscow, 1966
- Статистика в соціологічному дослідженні. М., 1966
- Нарис марксистської філософії. / О. О. Яхот. — М: Политиздат, 1968. — 255 с.
- Ovshy Yakhot. Materialist view on reality. — Novosti Press Agency Publishing House: Moscow, 1968
- Статистична закономірність в соціологічному аналізі. М., 1969;
- Придушення філософії в СРСР (20-30 рр..). — Chalidze Publications, New York, 1981 (переопублікована в журналі" Питання філософії. 1991. № 9. С. 44-68; № 10. С. 72-138; № 11. С. 72-115.). Див.: На сайті ИИЕТ РАН [Архівовано 24 травня 2018 у Wayback Machine.]; В ж-ле «Скепсис» [Архівовано 16 січня 2013 у Wayback Machine.], на сайті РГИУ [недоступне посилання] (Zip-файл)
- Зі Спинозою в голові та з наганом у руці [недоступне посилання — історія]
- Jews in Soviet Philosophy [Архівовано 5 серпня 2018 у Wayback Machine.] — in: Jews in Soviet culture. Ed. Jack Miller, Transaction Publ., 1983. — 340 p. ISBN 0-87855-495-5
- The Marxian Notion of 'Ideology'
- The Theory of Relativity and Soviet Philosophy. Crossroads [Israel Research Institut of Contamporary Society] Autumn, 1978. pp. 92-118.